# Блокада на Шумен
Блокадата на Шумен се състои между 13 юни и 2 юли 1810 г. по време на Руско-турската война (1806 – 1812).

## Настъпление към Шуменската крепост
През 1810 г., руските войски са принудени да премахнат блокадата на Силистра и да се оттеглят на левия бряг на Дунав. Състоянието на армията било в лошо състояние, войниците освен изтощени са и в лошо финансово състояние и част от тях са избягват, голяма част от везирската армия в Шумен бива разпусната да прекара зимата извън армията с цел икономия на държавни средства. Значителен отряд има само в Добрич под командването на Пехливан паша.
През пролетта се очаква руско настъпление, като има предвид числеността и намеренията на своите врагове, турската власт възобновява опитите за преговор за мир. Главнокомандващ на руската Дунавска армия граф Николай Каменски II, не спира подготовката за военни действия, плана за действия се състои в това да се премине река Дунав при Хърсово, обсажда се Силистра и се насочва към Шумен, за да се унищожи главната турска армия там.
На 22 май, Добрич е превзет от русите, Пехливан паша е в плен заедно с по-голямата част от армията си, граф Николай Каменски II, незабавно пристъпил към изпълнение на плана си и заедно с главната армия се насочва към Шумен. Дунавската армия се насочва към Шумен, когато генерал Зас се насочва към крепостта в Русе с цел да я обсади, а генерал Павел Цизирев към крепостта Варна. След като получава необходимата информация от всички корпуси, граф Николай Каменски е отложил атаката на крепостта.

## Щурм на Шуменската крепост
Щурма на Шуменската крепост започва в ранни зори, граф николай Каменски втори приближава своята армия напред, установява се щаба на главнокомандващия, изпращат се за разузнаване на крепостта, офицерски разрезд по ръководството на генерал-квартирмейстера Ермолай Фридерици.
Още със започването на руското настъпление към Шумен, Юсуф паша има за цел да спечели време за да се подготви Шуменската крепост за отбрана, като предлага да се започнат преговори за мир. Отказа е наличен, щурма е насрочен за 11 юни 1810 година.
За атаката на крепостта, руската армия наброявала до 34 000 души. Задачата на многочислената руска армия е да настъпи срещу източния фронт на крепостта с цел да привлече внимание на шуменския гарнизон върху себе си.

## Блокада на Шуменската крепост
На 13 юни 1810 г. руската войска се позиционира на Звездния хребет и скалистата планина, оттеглена назад с цел да заеме нови позиции. Генерал Фьодор Левиз и корпусът му заели позиция по разградския път, 7 km от Шумен. Главните сили минавали по гребена на лагерния хребет и на 2 km от крепостната ограда. Армията на граф Николай Каменски втори преграждал пътищата, които водят в Шумен от север, изток и югоизток, всички възможности за комуникация били прекъснати.
Състоянието на турската войска се влошава, налагало с бойни действия да добивали храната си. На 21 юни турски отряд излиза от крепостта, южно от село Ченгел, генерал Воинов им пресича пътя, има убити и турците са принудени да избягат.
На 23 юни крепостния гарнизон атакува десния руски фланг, воден от генерал Яков Кулнев. На този ден (23 юни) Шумен е напълно блокиран, в продължение на 10 дни руската армия обкръжава крепостта, която остава лишена от подкрепа от страна на Цариград.